# Ariel Hollinshead
Ariel Cahill Hollinshead (* 24. August 1929 in Allentown, Pennsylvania; † 10. September 2019) war eine US-amerikanische Krebsforscherin, Pharmakologin und Professorin an der George-Washington-Universität. Für ihre wissenschaftlichen Erkenntnisse auf dem Gebiet der Krebsimmuntherapie erhielt sie mehrere Auszeichnungen und Ehrungen.

## Leben
Ihre Mutter Ebony war Jahrgangsbeste des Barnard Colleges (Frauen-College für Kunst und Wissenschaft). Später wurde sie auch Vorsitzende dieses Colleges. Der Vater Randall war Ingenieur.
Im Alter von zwölf Jahren brachte Ariel Hollinshead einem leukämiekranken Nachbarn das Klavierspielen bei. Als er starb, nahm sie sich vor, anderen Menschen durch Forschung zu helfen. Sie begann 1947 daher ihr Studium der Tierkunde und Chemie am Swarthmore College, wechselte bald aber zur Ohio University. Nach ihrem Bachelor-Abschluss im Jahr 1951 begann sie mit ihrer Diplomarbeit an der George Washington University, wo sie sowohl ihren Master of Arts (1955) als auch ihren Doctor of Philosophy (1957) und später ihren Doctor of Medicine (1977) machte.
Später verbrachte sie ein Jahr als Postdoc im Bereich der Virologie an der Baylor University in Texas, zog dann aber zurück nach Washington, D.C., wo ihr wissenschaftlicher Werdegang an der George Washington University begann. Sie engagierte sich auch für den naturwissenschaftlichen Unterricht, für die Karriere von Frauen und gründete die Gruppe „Professional Opportunities for Women in Science (POWS)“.
Ariel Hollinshead heiratete im Jahr 1958 und wurde Mutter von zwei Söhnen.

## Forschung und Arbeit
Ariel Hollinshead war eine der Ersten, die Tumorantigene in menschlichen und tierischen krebsartigen Tumoren erforschte. Sie entdeckte tumorassoziierte Antigene und testete Chemotherapie-Produkte, um an diesen Stellen die Tumorzellen anzugreifen. 
In den 1970er Jahren arbeitete sie an einem Arzneistoff für alle vier Haupttypen von Lungenkrebs und erfand eine sogenannte „low-frequency sound technique“. Mit dieser Technik können Antigene aus Zellmembranen isoliert werden, ohne diese zu beschädigen. Durch diese Technik wurde die Entwicklung des Tumors überwacht und bessere Therapien ermöglicht.
Später, im Jahre 1980, beschäftigte sie sich mit dem Eierstockkrebs und arbeitete an der Entwicklung neuer Formen der HIV- und AIDS-Therapie. Ariel Hollinshead verbrachte ihre ganze Karriere in der George-Washington-Universität und im dortigen Medical Center, wo sie Pharmakologie, Immunologie, Virologie und Onkologie lehrte. Außerdem leitete sie das 1987 von ihr gegründete Labor für Viren- und Krebsforschung.

## Ehrungen und Auszeichnungen
Aufgrund ihrer 280 veröffentlichten Artikel zur aktiven Immuntherapie und Immun-Chemotherapie von Krebs und Viruserkrankungen erhielt Ariel Hollinshead viele Ehrungen. Eine der Auszeichnungen war 1976 Titel USA Bicentennial Medical Women of the Year vom Gesamt-Vorstand der American Medical Colleges. 1975 erhielt sie den Marion Spencer Fay Award.
1980 bekam sie den „Star of Europe“, eine Ehrung, die von den Ministern für Gesundheit aus Deutschland, Italien und England verliehen wird.
1985 und 1986 erhielt sie den Distinguished Scientist Award und anschließend die Distinguished Scientist Emeritus Award, beide von der Society for Experimental Biology und Medicine für eine „Hervorragende Karriere in Forschung und Lehre in der Medizin“.
In den  Jahren 1968–69 und 1985–86 unterstützte sie in leitenden Positionen die „Graduate Women in Science“, eine Organisation, die Frauen in der Wissenschaft fördert.

## Publikationen
- Publikationsliste
- Ariel Hollinshead: Active specific immunotherapy and immunochemotherapy in the treatment of lung and colon cancer. In: Seminars in Surgical Oncology (7) 1991, S. 199–2010. doi:10.1002/ssu.2980070405
- Ariel Hollinshead, T. H. M. Stewart, Hiroshi Takita, Milton Dalbow, Joseph Concannon: Adjuvant specific active lung cancer immunotherapy trials. Tumor-associated antigens. In: Cancer (60) 1987, S. 1249–1262. doi:10.1002/1097-0142(19870915)60:6<1249::AID-CNCR2820600616>3.0.CO;2-I. PMID 2441838.
- Ariel Hollinshead, G. Tarro, W. A. Foster, Jr., L J. Seigel, W. Jaffurs: Studies of Tumor-specific and Herpesvirus Nonvirion Antigens. In: Cancer Research (34) 1974, S. 1122–1125 online (PDF; 644 kB)